# Laura Ioana Paar
Laura Ioana Paar, nata Laura Ioana Andrei (Bucarest, 31 maggio 1988), è una tennista rumena inattiva dal 2022.

## Carriera
Laura Ioana ha vinto 13 titoli singolari e 53 titoli nel doppio nel circuito ITF in carriera. Il 1º febbraio 2021, ha raggiunto il best ranking mondiale nel singolare, n. 190; mentre il 9 marzo 2020 ha raggiunto il miglior piazzamento mondiale nel doppio, n. 113.

## Statistiche WTA

### Doppio

#### Vittorie (1)
| Legenda               |
| --------------------- |
| Grande Slam (0)       |
| Ori Olimpici (0)      |
| WTA Finals (0)        |
| Premier Mandatory (0) |
| Premier 5 (0)         |
| Premier (0)           |
| International (1)     |
| WTA 125s (0)          |

| N. | Data         | Torneo                                  | Superficie  | Compagna        | Avversarie in finale                      | Punteggio |
| 1. | 8 marzo 2020 | Open 6ème Sens Métropole de Lyon, Lione | Cemento (i) | Julia Wachaczyk | Lesley Pattinama Kerkhove Bibiane Schoofs | 7-5, 6-4  |